# 申昇瓚
申 昇瓚（シン・スンチャン、朝鮮語: 신승찬、1994年12月6日 - ）は、大韓民国の女子バドミントン選手。世界ランク最高位は2位。2016年リオ・デ・ジャネイロオリンピックの女子ダブルス銅メダリスト。

## 経歴
ジュニア時代は、世界ジュニア選手権で2連覇などの好成績を残した。
2016年、リオ・デ・ジャネイロオリンピックでは銅メダルを獲得した。